# NGC 6166
NGC 6166 è una galassia ellittica appartenente all'ammasso di galassie Abell 2199. Si trova alla distanza di 490 milioni di anni luce dal sistema solare, in direzione della costellazione di Ercole ed è la galassia centrale dell'ammasso, una delle più luminose conosciute in termini di emissione di raggi X.

## Descrizione
NGC 6166 è una galassia cD (galassia centrale dominante o supergigante ellittica), uno dei più chiari esempi di questa tipologia, con la presenza di svariate piccole galassie nel contesto dell'alone galattico.
È opinione che si sia formata a seguito della collisione di numerose altre galassie. Possiede un gran numero di ammassi globulari (tra 6.200 e 22.000) orbitanti.
Al centro di NGC 6166 è presente un buco nero supermassiccio di un miliardo di masse solari.
NGC 6166 ospita un nucleo galattico attivo, sorgente di onde radio, che emette due getti simmetrici di onde radio delle dimensioni dell'ordine di parsec, provocando la caduta di gas verso il centro; si causa in tal modo un flusso di raffreddamento che deposita 200 masse solari di gas all'anno.

Si pensa che al centro di NGC 6166 vi siano molte stelle di tipo O, cioè stelle calde bianco-blu.

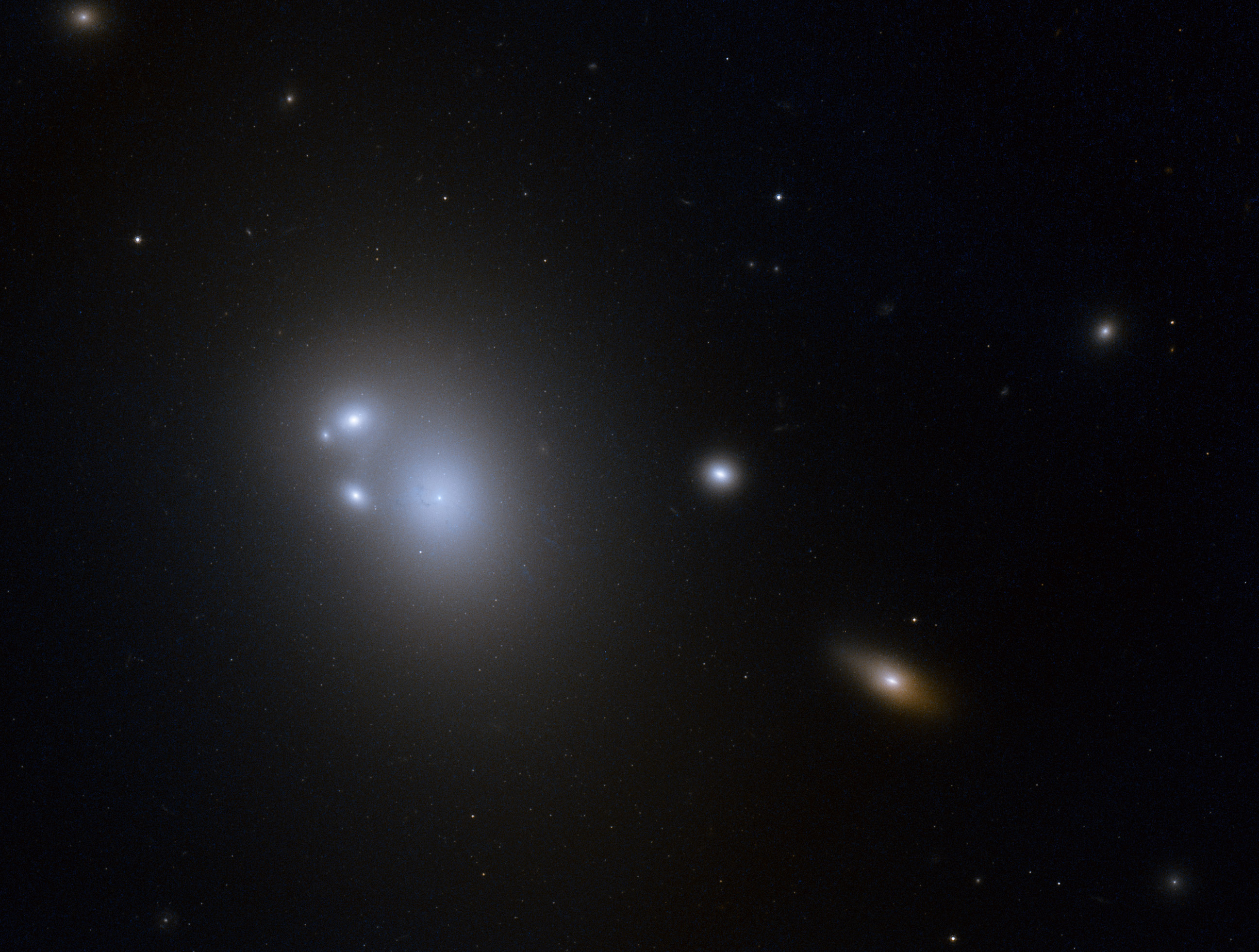
NGC 6166 in Abell 2199  (HST)
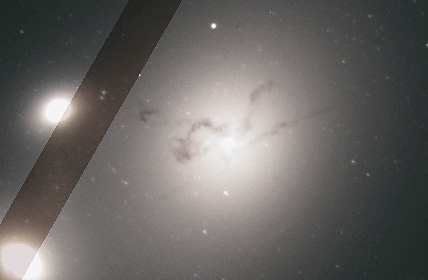
NGC 6166  (HST WFPC2)
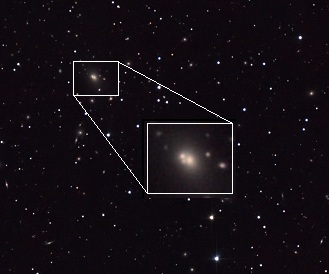
NGC 6166